# Outlander (serie de televisión)
Outlander es una serie de televisión británica-estadounidense de drama histórico basada en la saga de novelas homónima de Diana Gabaldon. Desarrollada por Ronald D. Moore y producida por Sony Pictures Television y Left Bank Pictures para Starz, se estrenó en agosto de 2014. Está protagonizada por Caitriona Balfe, Sam Heughan, Graham McTavish, Duncan Lacroix y Tobias Menzies.
La segunda temporada consta de trece episodios, basada en el segundo libro, Libélula en ámbar —también conocida como Atrapada en el tiempo— y se estrenó el 9 de abril de 2016. El 1 de junio de ese año, Starz renovó la serie para una tercera y cuarta temporada, que adaptan la tercera y cuarta novela de Outlander, Voyager y Tambores de Otoño, respectivamente. La quinta temporada se estrenó el 16 de febrero de 2020, y a España llegó un día después de la mano de Movistar+. La serie ha sido renovada para una sexta temporada de 8 episodios y una séptima temporada de 16 episodios que se basarán en Viento y ceniza y Ecos del pasado, respectivamente. La sexta temporada se estrenó el 6 de marzo de 2022. En enero de 2023, fue renovada por una octava y última temporada, antes del estreno de la séptima.
En febrero de 2022, se informó de que se está preparando una serie precuela, titulada Outlander: Blood of My Blood.

## Sinopsis
La serie sigue a Claire Beauchamp, una enfermera de combate de 1945 casada con Frank Randall, que misteriosamente es llevada a través del tiempo hasta 1743. Ahí conoce a Jamie Fraser, un joven guerrero escocés, caballeroso y romántico, y pronto Claire empieza a enamorarse de él, viéndose atrapada entre dos hombres muy diferentes en dos vidas distintas.
Durante la segunda temporada Claire, Jamie y Murtagh viajan a París, Francia, en un intento por evitar los levantamientos jacobitas deteniendo los fondos que el rey Luis XV de Francia enviaba al pretendiente al trono, el príncipe Carlos Eduardo Estuardo.

### Temporada 1 (2014-2015)
En 1945, Claire Randall, que anteriormente había servido como enfermera en el ejército británico durante la Segunda Guerra Mundial, y su esposo Frank están visitando Inverness, Escocia, cuando las piedras en pie en Craigh na Dun la transportan en el tiempo a 1743 (en lo que ahora es Tay Forest Park). Ella se encuentra con un grupo de montañeses rebeldes del Clan MacKenzie (una ficción del Clan MacKenzie real), que están siendo perseguidos por casacas rojas británicas lideradas por el Capitán Jonathan "Black Jack" Randall. Randall resulta ser el antepasado de Frank.
Por necesidad, Claire se casa con un Highlander, Jamie Fraser, pero rápidamente se enamoran. El clan MacKenzie sospecha que es una espía, pero la retiene como sanadora, lo que le impide intentar regresar a su propio tiempo. Sabiendo que la causa jacobita está condenada al fracaso, intenta advertirles contra la rebelión. Su esposo Jamie es capturado, torturado y violado por el sádico Randall, pero Claire y los miembros de su clan lo rescatan. Claire le dice a Jamie que está embarazada y zarpan hacia el Reino de Francia.

### Temporada 2 (2016)
En el París del siglo XVIII, Claire y Jamie intentan frustrar a los jacobitas subvirtiendo los fondos que probablemente proporcione el rey Luis XV de Francia. Jamie se convierte en el confidente de Charles Stuart, pero los Fraser no logran evitar los levantamientos. Randall reaparece en París, pero Claire le hace jurar a Jamie que lo mantendrá con vida hasta que el linaje de Frank esté asegurado. Lo logra convenciendo a Randall de que se case con Mary Hawkins. Faith, la hija de Claire y Jamie, nace muerta y ella y su esposo del siglo XVIII regresan a Escocia. Los jacobitas ganan la batalla de Prestonpans. Jamie y Claire también adoptan a un joven francés llamado Claudel, a quien Jamie le cambia el nombre a Fergus.
Antes de la Batalla de Culloden, Jamie convence a Claire, nuevamente embarazada, de regresar al siglo XX. Jamie decide morir peleando en Culloden con su clan. De vuelta en su propio siglo, Claire le cuenta a Frank sobre su viaje en el tiempo. Él le pide que olvide a Jamie y que lo deje criar a su hijo como si fuera suyo. Veinte años después, Frank muere en un accidente automovilístico. Claire lleva a su hija Brianna, de 20 años, a Escocia. Claire descubre que Jamie no murió en Culloden y jura volver con él.

### Temporada 3 (2017)
Jamie mata a Randall en Culloden y resulta gravemente herido, pero se salvó de la ejecución. En la prisión de Ardsmuir, se hace amigo del gobernador, Lord John Grey, quien luego lo pone en libertad condicional para trabajar en una finca inglesa. Allí, Jamie es manipulado para tener una relación sexual y engendra un hijo ilegítimo, William. Jamie regresa a Escocia y se convierte en impresor.
En 1948, Claire se matricula en la facultad de medicina de Boston, Massachusetts. Frank muere en un accidente automovilístico mientras Brianna está en la universidad. Con la ayuda de Roger Wakefield, Claire encuentra pistas sobre el destino de Jamie después de Culloden. Regresa al siglo XVIII y descubre que Jamie se ha casado con una viuda de Laoghaire. El regreso de Claire anula su unión como ilegal. Intentan recuperar un tesoro escondido para que pueda aplacar a Laoghaire con un acuerdo, pero el sobrino de Jamie, Ian, es capturado por piratas y llevado al Caribe. Jamie y Claire lo siguen y logran rescatarlo de Geillis, quien había escapado de la hoguera en la primera temporada. Claire y Jamie navegan hacia Escocia, pero naufragan en la costa de Georgia.

### Temporada 4 (2018-2019)
En la colonia británica de Carolina del Norte, Claire y Jamie buscan regresar a Escocia con Fergus, Marsali e Ian. Visitan la plantación de la tía de Jamie, Jocasta Cameron (Jocasta MacKenzie -hermana de su madre), donde se encuentran con africanos esclavizados. Claire y Jamie deciden irse  de River Run y aceptar la tierra ofrecida por el Gobernador a cambio de su lealtad a la Corona y a las leyes británicas, a la que llaman Fraser's Ridge, que ya está habitada por Cherokee. Jamie se reúne con Murtagh, ahora herrero y líder del Movimiento Regulador. Lord John Grey visita a Jamie con su hijo, Willy.
En la década de 1970, Brianna rechaza la propuesta de matrimonio de Roger. Después de enterarse de que sus padres morirán en un incendio, Brianna viaja a través de las piedras. Cuando Roger descubre que Brianna se ha ido, la sigue. Se reencuentran en Wilmington, Carolina del Norte, después de no pocos problemas para llegar allí y se casan a mano. Poco después, discuten y Roger se va. En su ausencia, Stephen Bonnet viola a Brianna. Se reúne con su madre y finalmente conoce a su padre biológico, Jamie. Brianna descubre que está embarazada. Roger va a Fraser's Ridge, donde la criada de Brianna, Lizzie, asume erróneamente que él es el violador. Lizzie le informa a Jamie, quien golpea a Roger. El joven Ian vende a Roger a los Mohawk. Al descubrir su error, partieron para rescatar a Roger e Ian cambia su libertad por la de Roger. Roger y Brianna se reencuentran en la plantación de Jocasta y Jamie recibe instrucciones para matar a Murtagh, que es un fugitivo.

### Temporada 5 (2020)
Jamie y Claire luchan por conservar su hogar en Fraser's Ridge mientras la Guerra Revolucionaria estadounidense se avecina en el horizonte. Brianna y Roger se casan y el gobernador Tryon presiona aún más a Jamie para que persiga a Murtagh, lo que obliga a Jamie a reunir una milicia y contrarrestar a los reguladores. Lucha por equilibrar la seguridad de su padrino y el cumplimiento de sus deberes con los británicos, especialmente bajo la mirada del teniente Knox, quien está decidido a encontrar y matar a Murtagh. A pesar de las súplicas de Murtagh para que Jocasta le devuelva su amor, ella sigue adelante con su cuarto matrimonio, eligiendo la seguridad del futuro de su plantación sobre el idealismo de él. La lealtad de Jamie llega al punto de ruptura en la Batalla de Alamance, cuando el intento de Roger de advertir a Murtagh falla y Murtagh es asesinado a tiros. Roger es capturado y ahorcado por error por los británicos; sobrevive, pero queda traumatizado por la experiencia. Jamie queda devastado en los meses posteriores a la batalla.
Mientras tanto, la relación de Roger y Bree se pone a prueba ya que hay signos de la reaparición de Stephen Bonnet, lo que obliga a Brianna a tomar el asunto en sus propias manos cuando él la captura. Finalmente, Bree y Roger deciden regresar a través de las piedras cuando se dan cuenta de que Jemmy también puede hacerlo, ya que el futuro será mucho más seguro para su hijo. Su intento falla y los dos, tomando esto como una señal del destino, deciden quedarse en Fraser's Ridge, junto con su numerosa familia. El joven Ian regresa de su tiempo con Mohawk y descubre la verdad sobre los orígenes de Claire, Brianna y Roger cuando los confronta con la información que le pasó Mohawk. Claire continúa subvirtiendo las prácticas médicas convencionales al producir penicilina y brindar consejos médicos de manera encubierta bajo un seudónimo, pero sus consejos subversivos le resultan contraproducentes. Claire es secuestrada y violada en grupo por Lionel Brown y sus hombres, pero posteriormente es rescatada por Jamie, Fergus, Roger y los otros hombres de Ridge. Aunque Jamie le devuelve el cuerpo de Lionel a Richard, el hermano de Lionel y alcalde de Brownsville, Richard amenaza sutilmente a Fraser's Ridge y a la familia de Jamie.

### Temporada 6 (2022)
El malestar político en las colonias comienza a desbordarse y los Fraser (Jamie, Claire, Brianna y Roger) intentan vivir en paz en su aislada granja en las colinas de Carolina del Norte. De repente, Jamie se enfrenta a caminar entre los fuegos de la lealtad al juramento que hizo a la Corona británica y seguir su esperanza de libertad en el nuevo mundo. Los problemas continúan con los Brown, ya que forman "un comité de seguridad" que amenaza la paz en la cresta que divide una cuña entre los indios nativos americanos, los británicos y los Fraser. Mientras tanto, la familia Christie llega a Ridge, un recuerdo de la época de Jamie en la prisión de Ardsmuir y comienza a influir en la armonía en Ridge. Malva Christie, la hija de Tom Christie, toma simpatía por Claire solo para traicionarla al anunciar su embarazo con Jamie como padre. La temporada termina con una gran cantidad de disturbios que involucran a los Browns y Christie's a medida que el control de Jamie y Claire sobre Fraser's Ridge se vuelve cada vez más frágil.

### Temporada 7 (2023-2024)
Esta temporada consta de 16 episodios y se divide en dos partes. La primera parte se estrenó en junio de 2023 y la historia presenta a los Fraser atrapados en la Guerra de Independencia de los Estados Unidos antes de regresar a Escocia. La segunda parte se emitirá en 2024.La séptima temporada, toma como referencia lo narrado en el también séptimo volumen de la saga literaria de Diana Gabaldon, titulada "Ecos del pasado". 
Tras ser arrestada injustamente por Brown, Claire aguarda su fatal destino en la prisión de Wilmington, una pequeña ciudad sin ley donde Thomas Christie se postula como su único aliado. Convencido de que su mujer sigue viva, Jamie la busca sin descanso junto a Ian. Mientras tanto, Brianna y Roger emprenden una nueva etapa que pone a prueba su matrimonio: Roger retoma su ministerio como ayudante del reverendo McMillan para el ejército, y Brianna busca su lugar en un entorno desconocido, a la espera de que nazca su hija.

## Elenco y personajes
- Caitriona Balfe como Claire Elizabeth Beauchamp Randall Fraser
- Sam Heughan como James «Jamie» Alexander Malcom MacKenzie Fraser
- Tobias Menzies como Frank Randall / Jonathan «Black Jack» Wolverton Randall (temps. 1–3, invitado temp. 4)
- Gary Lewis como Colum MacKenzie (temps. 1–2)
- Graham McTavish como Dougal MacKenzie (temps. 1–2)
- Lotte Verbeek como Geillis Duncan, alias Gillian Edgars (temps. 1–3)
- Bill Paterson como Edward «Ned» Gowan (temps. 1, 3)
- Laura Donnelly como Janet «Jenny» Fraser Murray
- Douglas Henshall como Taran MacQuarrie (temp. 1)
- Steven Cree como Ian Murray
- Duncan Lacroix como Murtagh Fitzgibbons Fraser
- Grant O'Rourke como Rupert MacKenzie (temps. 1–3)
- Stephen Walters como Angus Mhor (temps. 1–2)
- Simon Callow como Clarence Marylebone, Duque de Sandringham (temps. 1–2)
- Dominique Pinon como Master Raymond (temp. 2)
- Stanley Weber como Conde de Saint Germain (temp. 2)
- Nell Hudson como Laoghaire MacKenzie (recurr. temp. 1, principal temp. 2, invitada temps. 3-4)
- Clive Russell como Simon Fraser, Lord Lovat (temp. 2)
- Richard Rankin como Roger Wakefield (temp. 2–)
- Sophie Skelton como Brianna «Bree» Randall Fraser (temp. 2–)
- Andrew Gower como el Príncipe Carlos Eduardo Estuardo (temps. 2–3)
- Rosie Day como Mary Hawkins (temp. 2)
- Frances de la Tour como la Madre Hildegarde (temp. 2)
- John Bell como Ian Fraser Murray (temp. 3–)
- David Berry como Lord John Grey (temp. 3–)
- Lauren Lyle como Marsali MacKimmie Fraser (temp. 3–)
- César Domboy como Claudel «Fergus» Fraser (temp. 3–)
- Richard Dillane como el Capitán Raines (temp. 3)
- Maria Doyle Kennedy como Jocasta (temp. 4)
- Ed Speleers como.Stephen Bonnet (temp. 4)
- Colin McFarlane como Ulysses (temp. 4)

## Temporadas
| Temporada | Temporada | Episodios | Episodios               | Emisión original         | Emisión original         |
| Temporada | Temporada | Episodios | Episodios               | Primera emisión          | Última emisión           |
| --------- | --------- | --------- | ----------------------- | ------------------------ | ------------------------ |
|           | 1         | 16        | 8                       | 9 de agosto de 2014      | 27 de septiembre de 2014 |
|           | 1         | 16        | 8                       | 4 de abril de 2015       | 30 de mayo de 2015       |
|           | 2         | 13        | 13                      | 9 de abril de 2016       | 9 de julio de 2016       |
|           | 3         | 13        | 13                      | 10 de septiembre de 2017 | 10 de diciembre de 2017  |
|           | 4         | 13        | 13                      | 4 de noviembre de 2018   | 27 de enero de 2019      |
|           | 5         | 12        | 12                      | 16 de febrero de 2020    | 10 de mayo de 2020       |
|           | 6         | 8         | 8                       | 6 de marzo de 2022       | 1 de mayo de 2022        |
|           | 7         | 16        | 8                       | 16 de junio de 2023      | 11 de agosto de 2023     |
| 8         | 7         | 16        | 22 de noviembre de 2024 | 10 de enero de 2025      |                          |
|           | 8         | —         | —                       | 2025                     | 2025                     |

## Lanzamiento
Outlander se estrenó en los Estados Unidos el 9 de agosto de 2014. Sus primeros ocho episodios se emitieron hasta septiembre, y los ocho episodios restantes de la primera temporada se reanudaron en abril de 2015. Se emitió el final de la primera temporada el 30 de mayo de 2015.
Outlander debutó en Australia en SoHo el 14 de agosto de 2014, y comenzó a transmitirse en Canadá en Showcase el 24 de agosto de 2014. La serie también se estrenó el 21 de octubre de 2014 en Irlanda. En el Reino Unido, fue adquirido por Amazon Prime Instant Video, donde se estrenó el 26 de marzo de 2015. En abril de 2015, The Herald informó que los correos electrónicos filtrados por Sony Pictures Entertainment sugerían la demora en la transmisión en el Reino Unido puede deberse a la sensibilidad con respecto al referéndum sobre la independencia escocesa de septiembre de 2014.
La segunda temporada de trece episodios se estrenó el 9 de abril de 2016, y la tercera temporada de trece episodios se estrenó el 10 de septiembre de 2017. Moore declaró en agosto de 2017 que espera que la cuarta temporada se estrene en otoño de 2018.

## Recepción
La primera temporada obtuvo 73 de 100 en Metacritic sobre la base de 34 reseñas, que fueron «generalmente favorables». En Rotten Tomatoes reporta una calificación 91% con una calificación promedio de 7.92/10 basado en 49 reseñas. El consenso del sitio web dice: «Outlander es una adaptación única y satisfactoria de su material de origen, revivido por un paisaje exuberante y una potente química entre sus protagonistas».

### Premios y nominaciones
| Año  | Premio                                    | Categoría                                                                       | Nominado(s) | Resultado | Ref.          |
| ---- | ----------------------------------------- | ------------------------------------------------------------------------------- | --- | --------- | ------------- |
| 2014 | Critics' Choice Television Awards         | Most Exciting New Series                                                        | Outlander | Ganador   | [ 21 ]        |
| 2015 | People's Choice Awards                    | Favorite Cable Sci-Fi/Fantasy Show                                              | Outlander | Ganador   | [ 22 ]        |
| 2015 | Saturn Awards                             | Best Actor on Television                                                        | Tobias Menzies | Nom       | [ 23 ] [ 24 ] |
| 2015 | Saturn Awards                             | Best Actress on Television                                                      | Caitriona Balfe | Ganadora  | [ 23 ] [ 24 ] |
| 2015 | Saturn Awards                             | Best Supporting Actor on Television                                             | Sam Heughan | Nom       | [ 23 ] [ 24 ] |
| 2015 | Saturn Awards                             | Best Television Presentation                                                    | Outlander | Nom       | [ 23 ] [ 24 ] |
| 2015 | Irish Film & Television Awards            | Best Actress in a Lead Role Drama                                               | Caitriona Balfe | Nom       | [ 25 ] [ 26 ] |
| 2015 | Irish Film & Television Awards            | Rising Star Award                                                               | Caitriona Balfe | Nom       | [ 25 ] [ 26 ] |
| 2015 | Emmy Awards                               | Outstanding Music Composition for a Series (Original Dramatic Score)            | Bear McCreary for "Sassenach" | Nom       | [ 27 ]        |
| 2016 | People's Choice Awards                    | Favorite Sci-Fi/Fantasy TV Actor                                                | Sam Heughan | Nom       | [ 28 ]        |
| 2016 | People's Choice Awards                    | Favorite Sci-Fi/Fantasy TV Actress                                              | Caitriona Balfe | Ganadora  | [ 28 ]        |
| 2016 | People's Choice Awards                    | Favorite Cable TV Sci-Fi/Fantasy Show                                           | Outlander | Ganador   | [ 28 ]        |
| 2016 | Golden Globe Awards                       | Best Actress – Television Series Drama                                          | Caitriona Balfe | Nom       | [ 29 ]        |
| 2016 | Golden Globe Awards                       | Best Television Series – Drama                                                  | Outlander | Nom       | [ 29 ]        |
| 2016 | Golden Globe Awards                       | Best Supporting Actor – Series, Miniseries or Television Film                   | Tobias Menzies | Nom       | [ 29 ]        |
| 2016 | Costume Designers Guild Awards            | Outstanding Period Television Series                                            | Terry Dresbach | Nom       | [ 30 ]        |
| 2016 | Critics' Choice Awards                    | Most Bingeworthy Series                                                         | Outlander | Ganador   | [ 31 ]        |
| 2016 | Women's Image Network Awards              | Outstanding Drama Series                                                        | Outlander por "The Garrison Commander" | Ganador   | [ 32 ]        |
| 2016 | Women's Image Network Awards              | Outstanding Actress in a Drama Series                                           | Caitriona Balfe por "The Garrison Commander"                                                                                                | Ganadora  | [ 32 ]        |
| 2016 | Women's Image Network Awards              | Outstanding Show Written by a Woman                                             | Anne Kenney por "The Wedding" | Nom       | [ 32 ]        |
| 2016 | Women's Image Network Awards              | Outstanding Show Written by a Woman                                             | Toni Graphia por "The Devil's Mark" | Ganador   | [ 32 ]        |
| 2016 | Women's Image Network Awards              | Outstanding Show Directed by a Woman                                            | Anna Foerster por "The Wedding" | Nom       | [ 32 ]        |
| 2016 | Saturn Awards                             | Best Actress on Television                                                      | Caitriona Balfe | Ganadora  | [ 33 ] [ 34 ] |
| 2016 | Saturn Awards                             | Best Actor on Television                                                        | Sam Heughan | Nom       | [ 33 ] [ 34 ] |
| 2016 | Saturn Awards                             | Best Fantasy TV Series                                                          | Outlander | Ganador   | [ 33 ] [ 34 ] |
| 2016 | Irish Film & Television Awards            | Best Actress in a Lead Role Drama                                               | Caitriona Balfe | Nom       | [ 35 ]        |
| 2016 | Costume Society of America                | Costume Design Award                                                            | Terry Dresbach | Ganadora  | [ 36 ]        |
| 2016 | Emmy Awards                               | Outstanding Costumes for a Period/Fantasy Series, Limited Series or Movie       | Terry Dresbach, Elle Wilson, Nadine Powell and Anna Lau por "Not in Scotland Anymore"                                                       | Nom       | [ 27 ]        |
| 2016 | Emmy Awards                               | Outstanding Production Design for a Narrative Period Program (One Hour or More) | Jon Gary Steele, Nicki McCallum and Gina Cromwell por "Not in Scotland Anymore" & "Faith"                                                   | Nom       | [ 27 ]        |
| 2016 | BAFTA Scotland Awards                     | Television drama                                                                | Production Team – Tall Ship Productions, Story Mining & Supply Co., Left Bank Pictures, Sony Pictures Television/Amazon Prime Instant Video | Nom       | [ 37 ]        |
| 2016 | BAFTA Scotland Awards                     | Best Actor in Television                                                        | Sam Heughan | Nom       | [ 37 ]        |
| 2016 | BAFTA Scotland Awards                     | Best Actress in Television                                                      | Caitriona Balfe | Ganadora  | [ 37 ]        |
| 2016 | Critics' Choice Television Awards         | Best Actor in a Drama Series                                                    | Sam Heughan | Nom       | [ 38 ]        |
| 2016 | Critics' Choice Television Awards         | Best Actress in a Drama Series                                                  | Caitriona Balfe | Nom       | [ 38 ]        |
| 2016 | Critics' Choice Television Awards         | Most Bingeworthy Series                                                         | Outlander | Ganador   | [ 38 ]        |
| 2016 | Scottish Gaelic Awards                    | International Award                                                             | Àdhamh Ó Broin | Ganador   | [ 39 ]        |
| 2016 | Hollywood Professional Association Awards | Outstanding Color Grading – Television                                          | Steven Porter por "Faith" | Nom       | [ 40 ]        |
| 2016 | Hollywood Professional Association Awards | Outstanding Sound – Television                                                  | Nello Torri, Alan Decker, Brian Milliken, Vince Balunas por "Prestonpans"                                                                   | Ganadores | [ 40 ]        |
| 2017 | People's Choice Awards                    | Favorite TV Show                                                                | Outlander | Ganador   | [ 41 ]        |
| 2017 | People's Choice Awards                    | Favorite Premium Sci-Fi/Fantasy Series                                          | Outlander |           | [ 41 ]        |
| 2017 | People's Choice Awards                    | Favorite Sci-Fi/Fantasy TV Actor                                                | Sam Heughan |           | [ 41 ]        |
| 2017 | People's Choice Awards                    | Favorite Sci-Fi/Fantasy TV Actress                                              | Caitriona Balfe |           | [ 41 ]        |
| 2017 | Globes de Cristal Award                   | Best Foreign Television Series                                                  | Outlander | Nom       | [ 42 ]        |
| 2017 | Satellite Awards                          | Best Ensemble: Television                                                       | Outlander |           | [ 43 ]        |
| 2017 | Satellite Awards                          | Best Genre Series                                                               | Outlander |           | [ 43 ]        |
| 2017 | Satellite Awards                          | Outstanding Blu-ray                                                             | Outlander |           | [ 43 ]        |
| 2017 | American Society of Cinematographers      | Regular Series for Non-Commercial Television                                    | Neville Kidd por "Prestonpans" | Nom       | [ 44 ]        |
| 2017 | Golden Globe Awards                       | Best Actress – Television Series Drama                                          | Caitriona Balfe | Nom       | [ 45 ]        |
| 2017 | Oscar Wilde Awards                        |                                                                                 | Caitriona Balfe |           | [ 46 ]        |
| 2017 | Women's Image Network Awards              | Outstanding Drama Series                                                        | Outlander |           | [ 47 ]        |
| 2017 | Women's Image Network Awards              | Outstanding Actress in a Drama Series                                           | Caitriona Balfe | Nom       | [ 47 ]        |
| 2017 | Women's Image Network Awards              | Outstanding Show Written by a Woman                                             | Diana Gabaldon por "Vengeance Is Mine" | Nom       | [ 47 ]        |
| 2017 | Saturn Awards                             | Best Fantasy Television Series                                                  | Outlander | Ganador   | [ 48 ]        |
| 2017 | Saturn Awards                             | Best Actor on a Television Series                                               | Sam Heughan | Nom       | [ 48 ]        |
| 2017 | Saturn Awards                             | Best Actress on a Television Series                                             | Caitriona Balfe | Nom       | [ 48 ]        |
| 2017 | Saturn Awards                             | Best Guest Performance on a Television Series                                   | Dominique Pinon | Nom       | [ 48 ]        |
| 2017 | Irish Film & Television Awards            | Best Actress in a Lead Role in Drama                                            | Caitriona Balfe | Nom       | [ 49 ]        |
| 2017 | Rockie Awards                             | Sci-Fi, Fantasy and Action                                                      | Outlander | Nom       | [ 50 ]        |
| 2018 | 16th Visual Effects Society Awards        | Outstanding Supporting Visual Effects in a Photoreal Episode                    | Richard Briscoe, Elicia Bessette, Aladino Debert, Filip Orrby, Doug Hardy for "Eye of the Storm"                                            | Nom       | [ 51 ]        |
| 2018 | 16th Visual Effects Society Awards        | Outstanding Effects Simulations in an Episode, Commercial, or Real-Time Project | Jason Mortimer, Navin Pinto, Greg Teegarden, Steve Ong for "Eye of the Storm" – Stormy Seas                                                 | Nom       | [ 51 ]        |
| 2018 | Saturn Awards                             | Best Fantasy Television Series                                                  | Outlander | Nom       | [ 52 ]        |
| 2018 | Saturn Awards                             | Best Actor on Television                                                        | Sam Heughan | Ganador   | [ 52 ]        |
| 2018 | Saturn Awards                             | Best Actress on Television                                                      | Caitriona Balfe | Nom       | [ 52 ]        |

## Serie derivada
En febrero de 2022, se informó que se estaba trabajando en una serie precuela, con Matthew B. Roberts como escritor y productor ejecutivo. En mayo de 2022, la productora ejecutiva, Maril Davis confirmó que la serie se centraría en los padres de Jamie Fraser. En agosto de 2022, se confirmó que la serie se titulará Outlander: Blood of My Blood. En enero de 2023, Starz ordenó una primera temporada de 10 episodios.